# Iandumoema uai
Iandumoema uai is een hooiwagen uit de familie Gonyleptidae.